# Тигран Амасян
Тигран Амасян (на арменски: Տիգրան Համասյան) е арменски джаз пианист и композитор. Изпълнява предимно свои композиции, в които има влияние арменската народна музика, също така свири американски джаз и прогресивен рок. Носител е на награди от джаз фестивали в Париж, Монтрьо и Москва.

## Биография
Роден е на 17 юли 1987 г. в Гюмри, Армения. Неговите предци произхождат от района Карс. Свири на пиано от 3-годишна възраст. Започва музикалното си образование през 1993 г. За първи път участва в международен музикален фестивал през 2000 г. През 1997 г. със семейството си се премества да живее в Ереван, а през 2003 г. заминава за Калифорния, САЩ, след което се завръща отново в Ереван. Първата си международна награда получава през 2003 г. в Монтрьо. През 2006 г. издава първият си албум World Passion. По повод стогодишнината от арменския геноцид от 1915 г. през 2015 г. записва Luys i Luso с Ереванския държавен камерен хор. В този дългосвирещ проект той използва химни, шаракани (арменски църковни песнопения) и творби на известни арменски композитори – включително Григор Нарекаци и Комитас – адаптирайки ги за пиано и хор.
Неговото творчество е повлияно от арменските композитори Арно Бабаджанян и Авет Тертерян. Носител е на орден „Мовсес Хоренаци“.

## Дискография

### Албуми
| Година | Албум                                                                | Издател          | Най-висока позиция в класации | Най-висока позиция в класации | Най-висока позиция в класации |
| Година | Албум                                                                | Издател          | BEL (Wa)                      | FR                            | Jazz Albums                   |
| ------ | -------------------------------------------------------------------- | ---------------- | ----------------------------- | ----------------------------- | ----------------------------- |
| 2006   | World Passion                                                        | Nocturne         | -                             | -                             | -                             |
| 2007   | New Era                                                              | Plus Loin Music  | -                             | -                             | -                             |
| 2009   | Aratta Rebirth: Red Hail                                             | Plus Loin Music  | -                             | -                             | -                             |
| 2011   | A Fable                                                              | Verve            | -                             | 70                            | -                             |
| 2013   | Shadow Theater                                                       | Verve            | 127                           | 63                            | -                             |
| 2015   | Mockroot                                                             | Nonesuch Records | -                             | -                             | 11                            |
| 2015   | Luys i Luso                                                          | ECM Records      | -                             | -                             | -                             |
| 2017   | An Ancient Observer                                                  | Nonesuch Records | -                             | 191                           | 12                            |
| 2019   | They Say Nothing Stays The Same (Original Motion Picture Soundtrack) | SEEBEDON Records | -                             | -                             | -                             |
| 2020   | The Call Within                                                      | Nonesuch Records | -                             | -                             | -                             |
| 2022   | StandArt                                                             | Nonesuch Records | -                             | -                             | -                             |

### EP издания
- EP No. 1 (2011)
- The Poet – EP (2014)
- For Gyumri (2018)

### Съвместни проекти
- 2010: Abu Nawas Rhapsody с Дафер Юсеф (Jazzland Records)
- 2011: Lines Of Oppression с Ari Hoenig (Naive/AH-HA)
- 2012: Liberetto с Lars Danielsson (The Act Company)
- 2012: Lobi със Stéphane Galland (Out There / Out Note)
- 2013: Jazz-Iz-Christ със Серж Танкян, Valeri Tolstov & Tom Duprey
- 2013: The World Begins Today с Olivier Bogé, Sam Minaie & Jeff Ballard (Naïve Jazz)
- 2014: Liberetto II с Lars Danielsson (The Act Company)
- 2015: Ancient Mechanisms с LV (Brownswood Recordings)
- 2016: Atmosphères с Arve Henriksen, Eivind Aarset и Jan Bang (ECM)